# يوهانس ماغنوس
يوهانس ماغنوس (بالسويدية: Johannes Magnus)‏ هو قسيس ومؤرخ سويدي، ولد في 19 مارس 1488 في لينشوبينغ في السويد، وتوفي في 22 مارس 1544 في روما في إيطاليا، كان خليفة الخائن غوستاف ترول، ومؤلف كتاب تاريخ ملوك السويديون والقوط، وأيضا كان أخر أسقف كاثوليكي في السويد.

## وصلات خارجية
- يوهانس ماغنوس على موقع الموسوعة البريطانية (الإنجليزية)